# Arquidiócesis de Naxos, Andros, Tenos y Miconos
La arquidiócesis de Naxos, Andros, Tenos y Miconos (en latín: Archidioecesis Naxiensis, Andrensis, Tinensis et Myconensis y en griego: Αρχιεπισκοπή Νάξου, Τήνου, Άνδρου και Μυκόνου) es una circunscripción eclesiástica de la Iglesia católica en Grecia. Se trata de una arquidiócesis latina, sede metropolitana de la provincia eclesiástica de Naxos, Andros, Tenos y Miconos. Desde el 25 de enero de 2021 su arzobispo es Josif Printezis.

## Territorio y organización

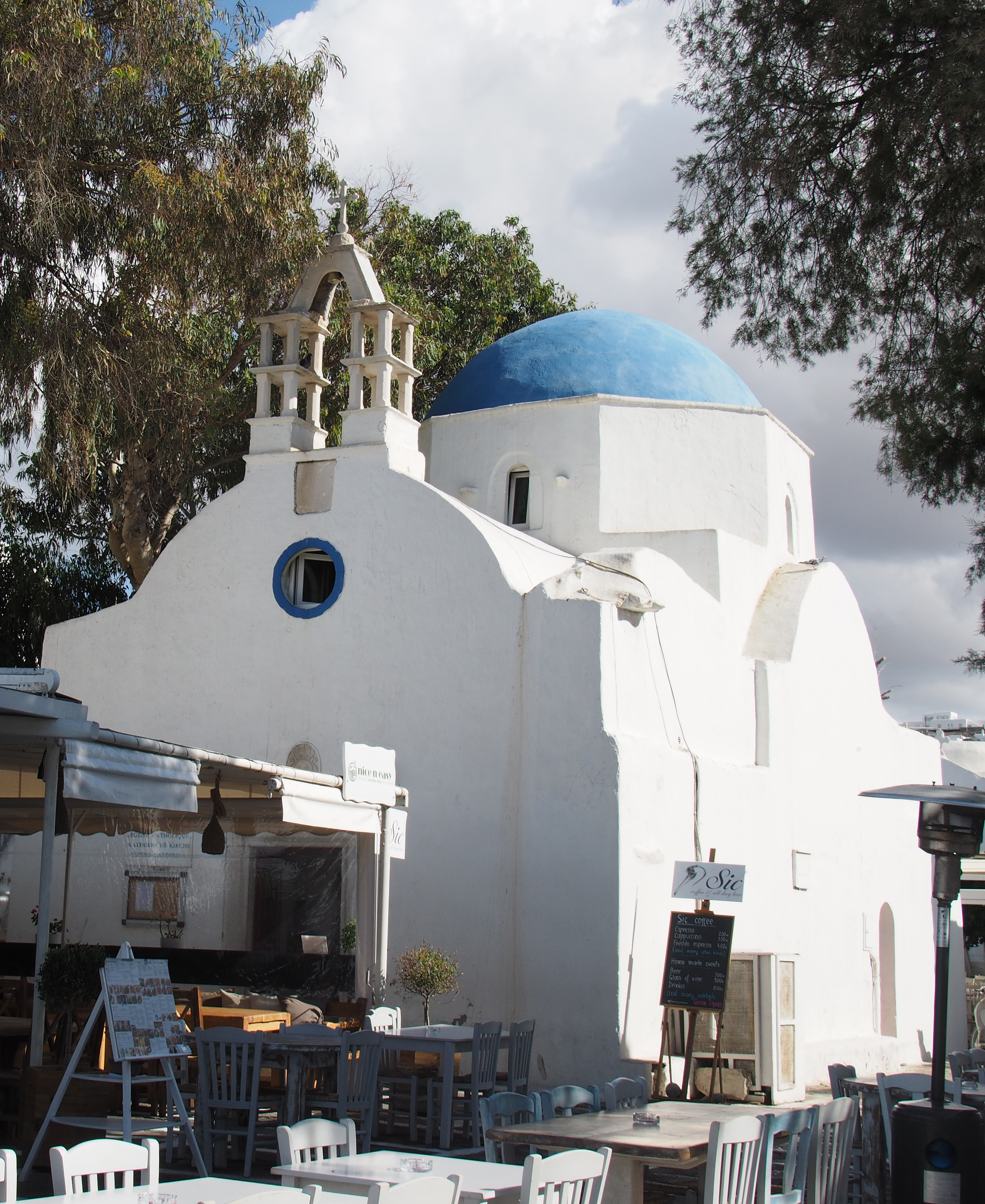
Excatedral de Nuestra Señora del Rosario, en Miconos

La arquidiócesis tiene 1377 km² y extiende su jurisdicción sobre los fieles católicos de rito latino residentes en la periferia de Egeo Meridional, comprendiendo las islas de Naxos, Paros, Andros, Antíparos, Amorgos, Delos, Tenos y Miconos.

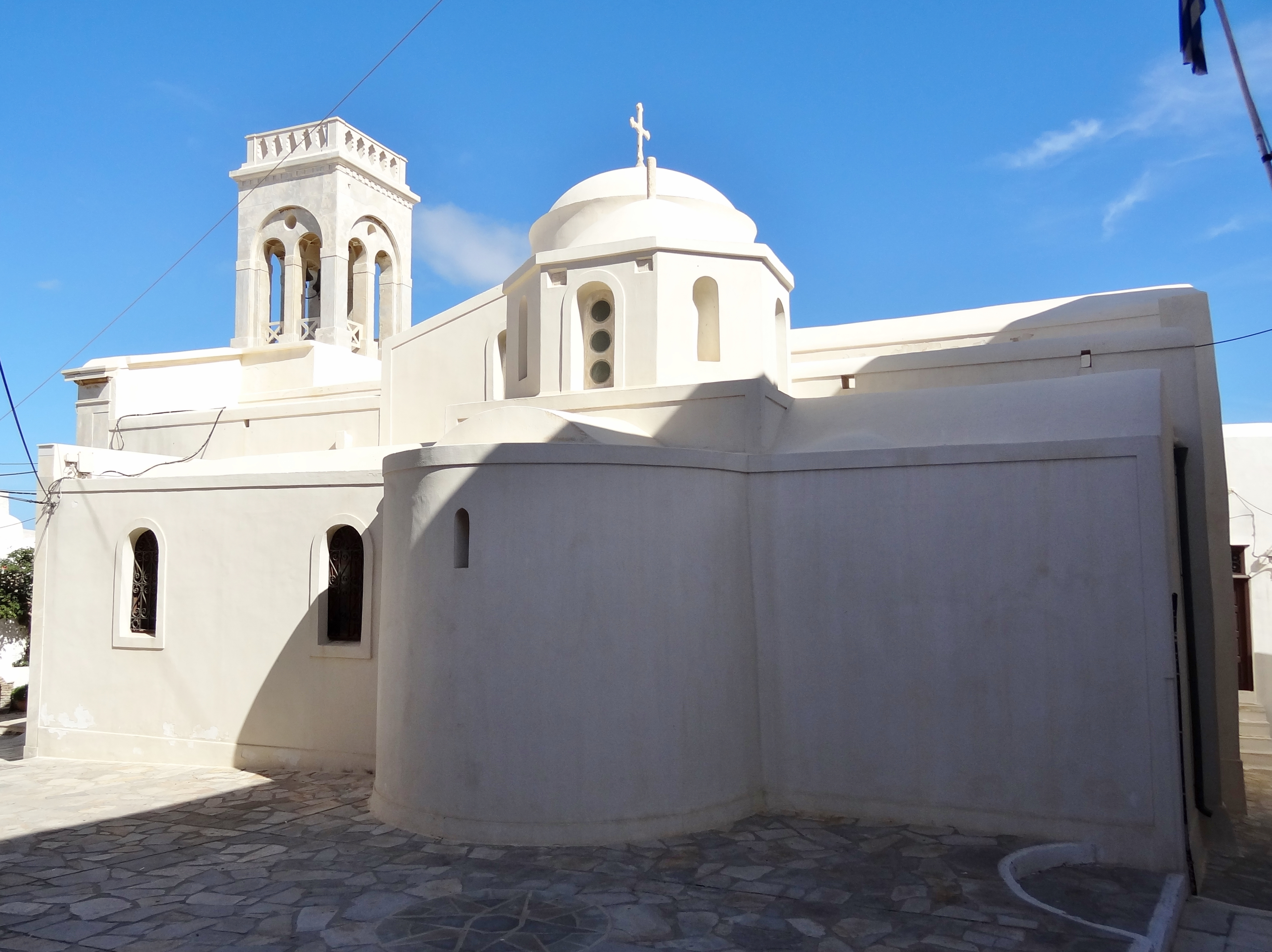
Excatedral de la Presentación de Jesús al Templo, en Naxos

La sede de la arquidiócesis se encuentra en la villa de Xinara, en la isla de Tenos, en donde se halla la Catedral de Nuestra Señora del Rosario. La arquidiócesis también tiene una sede en la ciudad de Naxos, en la isla de Naxos, en donde se halla la excatedral de la Presentación de Jesús al Templo, que lo mismo que las excatedrales de San Andrés Apóstol (en la ciudad de Andros) y Nuestra Señora del Rosario (en Miconos), suelen ser referidas como catedrales o concatedrales.
La arquidiócesis tiene como sufragáneas a las diócesis de: Quíos, Creta, Milo, Santorini y Siros.
En 2023 en la arquidiócesis existían 28 parroquias agrupadas en 9 unidades pastorales. En la isla de Tenos se hallan 25 parroquias y 2 capillas, hay 2 parroquias en la isla de Paros, una en la de Andros, una en la de Miconos y una en la isla de Naxos. 

## Historia

### Antecedentes
La arquidiócesis nació de la fusión de cinco sedes, establecidas en la antigüedad y de rito bizantino, que fueron sustituidas por diócesis de rito latino durante la época de las Cruzadas y posteriores colonizaciones genovesas o venecianas. El Anuario Pontificio informa estas fechas de fundación: Andros (siglo IV), Tenos (siglo IX), Naxos (siglo XIII) y Miconos (siglo XV). La diócesis de Paros (hoy sede titular) también es anterior al siglo V.
Según la tradición cristiana, san Policarpo, discípulo de Juan el Teólogo, llegó a Naxos y enseñó el cristianismo durante su estancia en Patmos, y posteriormente, como obispo, fue martirizado en Esmirna.
Los obispos de Naxos y Paros participaron en los concilios ecuménicos, como Baraco, obispo de Naxos, quien participó en el Concilio de Calcedonia en 451, Atanasio I, obispo de Paros, quien participó en el Concilio de Éfeso en 431 y en el de Calcedonia; Jorge, obispo de Naxos, y Esteban, obispo de Paros, quienes participaron en el Concilio de Constantinopla III en 680. De lo anterior se desprende que durante siete siglos del primer milenio, Naxos y Paros fueron obispados separados. Posteriormente, todas las islas del Egeo quedaron eclesiásticamente subordinadas al metropolitanato de Rodas. En 1083 el emperador Alejo I Comneno, bajo el patriarca Eustracio de Constantinopla, erigió el metropolitanato de Paronaxia, uniendo las islas de Naxos, Paros y Antíparos.  

### Sede latina
Después de la cuarta cruzada y creación del Imperio latino de Constantinopla en 1204, el metropolitanato de Paronaxia pasó a ser una arquidiócesis latina (Paronaxiensis). Tras la caída de arquidiócesis de Rodas en manos otomanas, en 1522 Naxos fue elevada a arquidiócesis metropolitana, teniendo como sufragáneas a las de Diócesis de Santorini y de Siros. En 1537 Naxos comenzó a pagar tributo al sultán otomano y entre las condiciones de vasallaje se le impuso el regreso del metropolitano ortodoxo de Paronaxia, cuya jurisdicción pasó a abarcar las islas de Naxos, Paros, Milo y Miconos.
En 1616 Naxos fue ocupada por los otomanos; en este período había unos 160 fieles católicos de rito latino, mientras que a finales de siglo, sobre una población de 8000 habitantes, había unos mil latinos: en la ciudad episcopal había tres monasterios masculinos. En 1744, de una población de 4000 personas, se contabilizaban unos 400 católicos, con tres monasterios para hombres y uno para mujeres.
La diócesis latina de Andros fue erigida por el papa Inocencio III en 1208 poco después de la conquista de la isla por los venecianos, que la mantuvieron hasta 1566. Tenía como catedral la iglesia dedicada a la Santísima Virgen María y a San Andrés. En 1630 sólo estaban registrados 66 católicos latinos, aunque la isla tenía una población de unos 15 000 habitantes; en 1672 se reportan unos 6000 habitantes y muy pocos cristianos latinos, todos residiendo en la ciudad capital. Inicialmente sufragánea de la arquidiócesis de Atenas, en el transcurso del siglo XVII pasó a depender de la metrópolis de Naxos. El último obispo residente, Ignazio Rosa, murió en las prisiones turcas. Posteriormente la diócesis fue administrada por vicarios dependientes de la Propaganda Fide. Un rescripto del papa León XII de 1824 confiaba la administración apostólica de la diócesis a los obispos de Tenos y Miconos.
El 31 de marzo de 1400 las sedes de Tenos y Miconos, cuyos territorios pertenecían a la República de Venecia, fueron unidas por decreto del papa Bonifacio IX. La isla de Miconos fue ocupada por los turcos en el siglo XVI, mientras que en Tenos, en 1594, había 2500 fieles cristianos: la iglesia catedral estaba dedicada al Santísimo Salvador. A principios del siglo XVIII estaban empadronadas en Tenos unas 2000 personas, casi todas católicas de rito latino. En 1715 la isla de Tenos fue arrasada por los turcos y la ciudad episcopal quemada a sangre y fuego.
El 3 de junio de 1919, con el breve Quae rei sacrae del papa Benedicto XV, las diócesis ya sufragáneas de Tenos y Miconos se unieron a la arquidiócesis de Naxos. Desde 1939 el arzobispo es también administrador apostólico sede vacante de la diócesis de Quíos.

## Estadísticas
Según el Anuario Pontificio 2024 la arquidiócesis tenía a fines de 2023 un total de 4200 fieles bautizados.
| Año                                                                             | Población | Población | Población      | Sacerdotes | Sacerdotes | Sacerdotes | Católicos por sacerdote | Diáconos permanentes | Religiosos | Religiosos | Parroquias y cuasiparroquias |
| Año                                                                             | Católicos | Total     | % de católicos | Total      | Diocesanos | Regulares  | Católicos por sacerdote | Diáconos permanentes | Masculinos | Femeninos  | Parroquias y cuasiparroquias |
| ------------------------------------------------------------------------------- | --------- | --------- | -------------- | ---------- | ---------- | ---------- | ----------------------- | -------------------- | ---------- | ---------- | ---------------------------- |
| 1949                                                                            | 4720      | 31 980    | 14.8           | 16         | 12         | 4          | 295                     |                      | 11         | 25         | 26                           |
| 1970                                                                            | 3450      | 50 331    | 6.9            | 15         | 11         | 4          | 230                     |                      | 4          | 27         | 2                            |
| 1980                                                                            | 2612      | 46 500    | 5.6            | 15         | 11         | 4          | 174                     |                      | 5          | 13         | 24                           |
| 1990                                                                            | 2608      | 44 834    | 5.8            | 10         | 7          | 3          | 260                     |                      | 4          | 11         | 25                           |
| 1999                                                                            | 2838      | 45 512    | 6.2            | 10         | 8          | 2          | 283                     | 1                    | 4          | 6          | 9                            |
| 2000                                                                            | 2666      | 45 550    | 5.9            | 10         | 8          | 2          | 266                     |                      | 3          | 6          | 9                            |
| 2001                                                                            | 2556      | 45 550    | 5.6            | 10         | 8          | 2          | 255                     |                      | 3          | 6          | 10                           |
| 2002                                                                            | 2657      | 45 700    | 5.8            | 10         | 8          | 2          | 265                     |                      | 3          | 3          | 30                           |
| 2003                                                                            | 2850      | 45 700    | 6.2            | 10         | 8          | 2          | 285                     |                      | 3          | 3          | 30                           |
| 2004                                                                            | 4000      | 58 000    | 6.9            | 10         | 9          | 1          | 400                     |                      | 1          | 4          | 30                           |
| 2013                                                                            | 5400      | 61 900    | 8.7            | 11         | 10         | 1          | 490                     |                      | 1          | 1          | 30                           |
| 2016                                                                            | 5000      | 60 200    | 8.3            | 11         | 10         | 1          | 454                     |                      | 1          | 2          | 30                           |
| 2019                                                                            | 5000      | 60 200    | 8.3            | 14         | 11         | 3          | 357                     |                      | 3          | 4          | 30                           |
| 2021                                                                            | 5000      | 60 000    | 8.3            | 12         | 10         | 2          | 416                     |                      | 2          | 3          | 27                           |
| 2023                                                                            | 4200      | 64 627    | 6.5            | 9          | 7          | 2          | 466                     |                      | 2          | 3          | 28                           |
| Fuente: Catholic-Hierarchy, que a su vez toma los datos del Anuario Pontificio. |           |           |                |            |            |            |                         |                      |            |            |                              |

## Episcopologio

### Obispos griegos de Paros
- Atanasio † (mencionado en 431)
- Teodoro † (mencionado en 536) (obispo de Paros, Sifnos y Amorgos)
- Hylasios † (mitad del siglo VI)
- Giorgio † (segunda mitad del siglo VI)
- Stefano † (antes de 680-después de 692)
- Constantino † (siglo X/siglo XI)

### Obispos griegos de Naxos
- Baraco † (mencionado en 451)
- Paolo † (mencionado en 536)
- Jorge † (mencionado en 680)

### Metropolitano griego de Paronaxia
- Constantino † (circa 1166)[4]

### Arzobispos de Paronaxia
- Giorgio † (12 de noviembre de 1252-?)
- Bernardino † (19 de octubre de 1330-13 de mayo de 1332 nombrado obispo de Sorres)
- Daniele † (1345 falleció)
- Andrea, O.Carm. † (19 de enero de 1349-1356 nombrado obispo de Bosa)
- Tommaso, O.F.M. † (30 de junio de 1357-?)
- Stefano † (?-18 de septiembre de 1377 nombrado arzobispo de Cesarea de Palestina)
- Pantaleo Dioscoro di Nasso † (2 de mayo de 1418-? falleció)
- Leonardo, O.E.S.A. † (3 de junio de 1446-? falleció)
- Francesco, O.F.M. † (30 de abril de 1453-? falleció)
- Antonio † (29 de diciembre de 1458-? falleció)
- Nicola † (22 de agosto de 1460-? falleció)
- Nicola di Gaeta † (13 de febrero de 1479-?)
- Roberto de Noya, O.P. † (15 de abril de 1504-1515 falleció)
- Paolo Zabarella, O.S.A. † (1515-?)[5]
- Filippo di Vegis † (15 de septiembre de 1519-circa 1523 falleció)

### Arzobispos metropolitanos de Naxos
- Giacomo Coppi † (16 de enero de 1524-1538 falleció)
- Giuseppe de Montanaris † (23 de septiembre de 1538-1540 falleció)
- Sebastiano Leccavella, O.P. † (12 de mayo de 1542-16 de diciembre de 1562 nombrado obispo de Lettere)
- Antonio Giustiniani, O.P. † (16 de diciembre de 1562-12 de mayo de 1564 nombrado obispo de Lípari)
- Francesco Pisani † (15 de diciembre de 1564-19 de julio de 1569 nombrado obispo de Chioggia)
- Domenico di Grammatica † (22 de mayo de 1579-? falleció)
- Dionigi Rendi † (30 de agosto de 1593-? falleció)
- Angelo Gozzadini † (27 de enero de 1616-25 de octubre de 1621 nombrado obispo de Civita Castellana)
- Marco Antonio Quirino † (24 de enero de 1622-?)
  - Niceforo Melisseno Comneno † (?-29 de mayo de 1628 nombrado obispo de Crotona)
- Raffaele Schiattini † (5 de mayo de 1625-después de 1648 falleció)
- Bartolomeo Polla † (13 de enero de 1659-13 de febrero de 1691 falleció)
- Pietro Martire Giustiniani, O.P. † (10 de diciembre de 1691-10 de mayo de 1700 nombrado obispo de Tenos)
- Antonio Giustiniani † (24 de enero de 1701-circa marzo de 1730 falleció)
- Giovanni Francesco Bossi, O.F.M.Conv. † (22 de noviembre de 1730-octubre de 1732 falleció)
- Antonio Maturi, O.F.M. Ref. † (13 de abril de 1733-21 de julio de 1749 nombrado obispo de Siros)
- Pietro Martire de Stefani, O.P. † (22 de julio de 1750-? falleció)
- Giovanni Battista Crispi † (12 de julio de 1773-1796 falleció)
- Goffredo di Amiens, O.F.M.Cap. † (13 de noviembre de 1796-17 de octubre de 1799 falleció)
- Vincenzo Coressi † (1 de octubre de 1800-12 de octubre de 1814 nombrado arzobispo titular de Sardes)
- Andrea Veggetti † (8 de marzo de 1816-15 de noviembre de 1838 falleció)
- Nicola Cardoni † (15 de noviembre de 1838 por sucesión-27 de mayo de 1842 falleció)
- Domenico Castelli, O.P. † (2 de agosto de 1844-13 de junio de 1852 falleció)
- Francesco Cuculla † (14 de enero de 1853-24 de marzo de 1864 falleció)
- Lorenzo Bergeretti, O.F.M. † (24 de marzo de 1864 por sucesión-13 de mayo de 1875 falleció)
- Giuseppe Zaffino † (30 de julio de 1875-29 de abril de 1892 nombrado arzobispo de Atenas)
  - Sede vacante (1892-1904)
- Filippo Camassei † (18 de marzo de 1904-6 de diciembre de 1906 nombrado patriarca de Jerusalén)
  - Sede vacante (1906-1909)
- Leonard Brindisi † (30 de marzo de 1909-3 de julio de 1919 nombrado arzobispo de Corfú, Zacinto y Cefalonia)

### Obispos de Andros
- M. † (antes de 1225-después de 1233)
- Giovanni † (antes de 1237-después de 1240)
- Giovanni di Santa Caterina, O.Carm. † (14 de agosto de 1345-? falleció)
- Nicolò, O.E.S.A. † (14 de julio de 1349-1376 falleció)[6]
- Benedetto di Negroponte, O.F.M. † (16 de junio de 1376-13 de marzo de 1396 falleció)
- Giacomo di Roma, O.E.S.A. † (14 de julio de 1396-1406 falleció)[7]
- Michele di Treviso, O.P. † (12 de febrero de 1406-?)
- Guglielmo † (? falleció)
- Andrea Doria, O.P. † (28 de marzo de 1427-? falleció)
- Lombardo di Solis, O.F.M. † (12 de diciembre de 1436-? falleció)
- Jacques Joumonde, O.S.B.  † (17 de noviembre de 1455-19 de mayo de 1460 nombrado obispo de Milo)
- Matteo Grimani † (19 de mayo de 1460-?)
- Tito † (24 de octubre de 1465-?)
- Guglielmo † (31 de enero de 1467-? falleció)
- Guglielmo Bruni † (26 de agosto de 1492-? falleció)
- Marino Grimani † (6 de septiembre de 1531-?)
  - Sede vacante (?-1587)
- Bonaventura de Naxos, O.F.M.Obs. † (22 de junio de 1587-? falleció)
- Eustachio Fontana, O.P. † (12 de agosto de 1602-13 de mayo de 1611 falleció)
  - Giorgio Perpignani † (13 de mayo de 1611-3 de agosto de 1616) (administrador apostólico)
- Nicolò Righi † (3 de agosto de 1616-9 de septiembre de 1619 nombrado obispo de Tenos y Miconos)
- Paolo Pucciarelli, O.P. † (7 de junio de 1621-1631 falleció)
- Alberto Aliprandi † (28 de abril de 1631-? falleció)
- Domenico di Grammatica † (12 de junio de 1634-1656 falleció)
  - Sede vacante (1656-1672)
- Giovanni Battista Paterio † (12 de septiembre de 1672-1675 falleció)
- Ignazio Rosa † (27 de mayo de 1675-antes del 28 de abril de 1698 falleció)
  - Antonio Giustiniani[nota 2] † (2 de mayo de 1698-? renunció) (administrador apostólico)
  - Tommaso di Parigi, O.F.M.Cap. † (5 de marzo de 1712-?) (administrador apostólico)
  - Nicolò Cigala † (4 de mayo de 1715-1 de julio de 1716 nombrado obispo de Tenos y Miconos) (administrador apostólico)

### Obispos de Tenos
- Bonifacio † (?)
- Bartolomeo Pasquali, O.P. † (?-1328 nombrado obispo de Torcello)
- Tommaso, O.E.S.A. † (6 de marzo de 1329-?)
- Stefano † (circa 1346-?)
- Giovanni † (?-circa 1400 falleció)

### Obispos de Tenos y Miconos
- Giacomo Endrighetti o Gudrighetti, O.P. † (31 de marzo de 1400-? falleció)
- Giacomo † (21 de septiembre de 1403-? falleció)
- Pietro da Haya, O.Carm. † (16 de junio de 1411-?)
- Antonio da Tivoli, O.F.M. † (12 de agosto de 1418-26 de abril de 1428 nombrado obispo de Heraclea)
- Giacomo da Venezia, O.F.M. † (21 de mayo de 1428-1430 falleció)
- Marco Sclavi da Candia, O.F.M. † (25 de octubre de 1430-? falleció)
- Nicolò Lenda † (28 de mayo de 1449-?)
- Nicolò † (1468)
- Ridaldo † (? falleció)
- Giovanni Lunari (o Lunati o Liviari) † (4 de mayo de 1495-? renunció)
- Alessandro di Scutari † (24 de enero de 1533-? falleció)
- Marco Grimani † (15 de febrero de 1559-? falleció)
- Giorgio Perpignani † (14 de noviembre de 1594-15 de julio de 1619 nombrado obispo de La Canea)
- Nicolò Righi † (9 de septiembre de 1619-octubre de 1653 falleció)
- Maurizio Doria † (9 de febrero de 1654-1672 falleció)
- Angelo Venier † (16 de enero de 1673-1699 falleció)
- Pietro Martire Giustiniani † (10 de mayo de 1700-enero de 1715 falleció)
- Nicolò Cicala (o Cigala) † (1 de julio de 1716-abril de 1738)[nota 3]
- Luigi Guarchi † (3 de septiembre de 1738-31 de enero de 1762 falleció)
- Vincenzo de Via † (31 de enero de 1762 por sucesión-septiembre de 1799 falleció)
- Giuseppe Maria Tobia, O.F.M.Conv. † (septiembre de 1799 por sucesión-21 de febrero de 1809 nombrado obispo de Santorini)
- Andrea Veggetti † (21 de febrero de 1809-8 de marzo de 1816 nombrado arzobispo de Naxos)
- Ignazio Palmidessa, O.P. † (31 de mayo de 1816-12 de agosto de 1817 falleció)
- Giovanni Collaro † (16 de marzo de 1818-3 de enero de 1826 falleció)
- Giorgio Gabinelli † (3 de julio de 1826-7 de julio de 1843 renunció)
- Francesco Zaloni † (7 de julio de 1843 por sucesión-29 de junio de 1866 falleció)
- Giovanni Marangò † (29 de junio de 1866 por sucesión-23 de julio de 1875 nombrado arzobispo de Atenas)
- Ignazio Nicolò Giustiniani † (30 de julio de 1875-13 de mayo de 1879 nombrado obispo de Quíos)
- Michele Castelli † (13 de mayo de 1879-7 de septiembre de 1898 falleció)
- Francesco di Mento † (5 de junio de 1899-21 de septiembre de 1904 falleció)
- Giovanni Privilegio † (12 de abril de 1905-agosto de 1914 renunció)
- Matteo Vido † (9 de marzo de 1915-3 de julio de 1919 nombrado arzobispo de Naxos, Andros, Tenos y Miconos)

### Arzobispos de Naxos, Andros, Tenos y Miconos
- Matteo Vido † (3 de julio de 1919-18 de septiembre de 1924 falleció)
  - Sede vacante (1924-1929)
- Alessandro Guidati † (15 de julio de 1929-22 de febrero de 1947 renunció[nota 4])
- Giovanni Francesco Filippucci † (22 de febrero de 1947-9 de noviembre de 1959 falleció)
- Ioánnis Perrís † (24 de octubre de 1960-29 de abril de 1993 retirado)
- Nikólaos Printezis (29 de abril de 1993-25 de enero de 2021 retirado)
- Josif Printezis, desde el 25 de enero de 2021

### Para la sede de Naxos
- (en latín) Konrad Eubel, Hierarchia Catholica Medii Aevi, vol. 1, p. 358; vol. 2, p. 200; vol. 3, p. 254; vol. 4, p. 253; vol. 5, p. 281; vol. 6, p. 302
- (en latín) Pius Bonifacius Gams, Series episcoporum Ecclesiae Catholicae, Leipzig, 1931, p. 448

### Para la sede de Andros
- (en grancés) Siméon Vailhé, v. Andros, en Dictionnaire d'Histoire et de Géographie ecclésiastiques, vol. II, París, 1914, col. 1802-1804
- (en latín) Konrad Eubel, Hierarchia Catholica Medii Aevi, vol. 1, p. 89; vol. 2, pp. XIII, 88; vol. 3, p. 109; vol. 4, p. 83; vol. 5, p. 84
- (en latín) Pius Bonifacius Gams, Series episcoporum Ecclesiae Catholicae, Leipzig, 1931, p. 449

### Para las sedes de Tenos y Miconos
- (en latín) Konrad Eubel, Hierarchia Catholica Medii Aevi, vol. 1, p. 485; vol. 2, p. 251; vol. 3, p. 313; vol. 4, p. 337; vol. 5, p. 380; vol. 6, p. 408
- (en latín) Pius Bonifacius Gams, Series episcoporum Ecclesiae Catholicae, Leipzig, 1931, p. 408, 449